# Acomopterella yoshiwae
Acomopterella yoshiwae is een muggensoort uit de familie van de paddenstoelmuggen (Mycetophilidae). De wetenschappelijke naam van de soort is voor het eerst geldig gepubliceerd in 2013 door Kallweit.